# Primi ministri dell'Estonia
Il ministro capo della Repubblica d'Estonia (in estone: Eesti Vabariigi Peaminister) è il capo del governo estone. Viene nominato dal presidente della Repubblica e confermato dal parlamento. Di solito la carica è ricoperta dal leader del partito o della coalizione di maggioranza. Dal 23 luglio 2024 l’attuale ministro capo è Kristen Michal.

## Storia

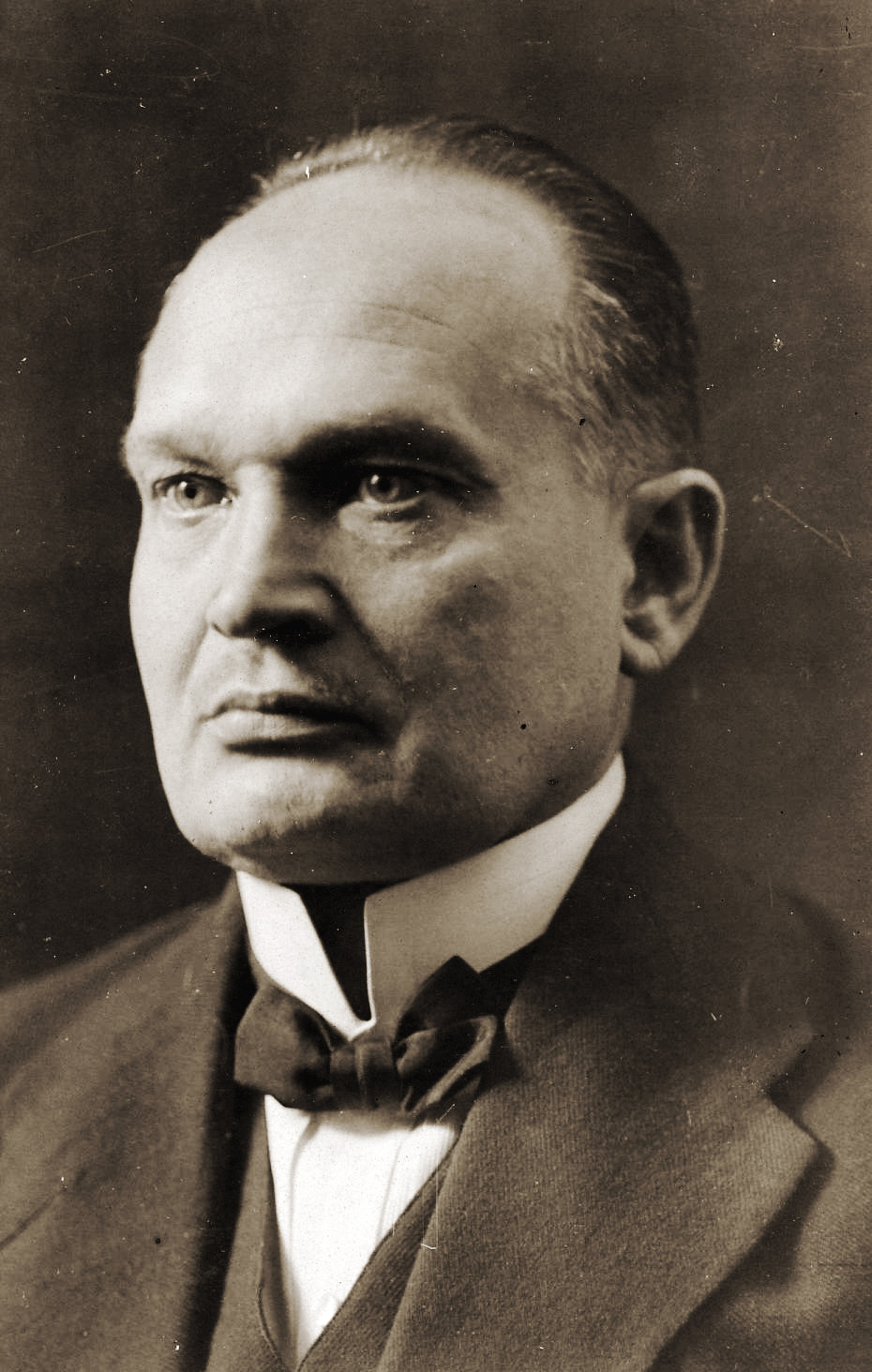
Konstantin Pats il primo presidente estone

In Estonia il governo è stato guidato da un ministro capo nei primi due anni di indipendenza (1918-1920) in seguito alla caduta dell'Impero russo.
Con la successiva costituzione del 1920 si istituì una repubblica presidenziale, nel quale il potere esecutivo era assegnato al presidente (Anziano Capo di Stato o Riigivanem) ed ai ministri, mentre il potere legislativo era demandato al Parlamento estone (Riigikogu).
Nel 1933 con un plebiscito fu approvata la nuova costituzione e l'anno successivo furono distinte le cariche di presidente e quella di ministro capo. Tuttavia, il presidente in carica, all'epoca era Konstantin Päts, si nominò ministro capo e con questa carica fu in grado di sospendere le elezioni per la presidenza e le parlamentari. Rimase in carica fino al 1938 nominandosi "protettore dello stato estone", quando furono indette nuove elezioni e fu eletto presidente.
Elenco dei ministri capo dell'Estonia dal 1918 ad oggi (nel periodo di occupazione sovietica e nazista furono costretti alla clandestinità e all'esilio a Oslo).

## Ministri capo (1918-1920)
| Nominativo | Nominativo | Nominativo      | Partito                   | Mandato | Mandato |
| Nominativo | Nominativo | Nominativo      | Partito                   | Inizio  | Fine    |
| ---------- | ---------- | --------------- | ------------------------- | ------- | ------- |
|            |            | Konstantin Päts | Contadini                 | 1918    | 1919    |
|            |            | Otto Strandman  | Partito Estone del Lavoro | 1918    | 1918    |
|            |            | Jaan Tõnisson   | Partito Popolare Estone   | 1919    | 1920    |
|            |            | Ado Birk        | Partito Popolare Estone   | 1920    | 1920    |
|            |            | Jaan Tõnisson   | Partito Popolare Estone   | 1920    | 1920    |
|            |            | Ants Piip       | Partito Estone del Lavoro | 1920    | 1920    |

## 1920-1934
- In questo periodo, secondo la costituzione estone del tempo vigente, i ministri capo sono anche Anziani di Stato, cioè capi di Stato, nell'ambito di una repubblica presidenziale.

## Ministro capo (protettore) (1934-1937)
- 1934-1937 Konstantin Päts

## Ministri capo (1938-1940)
- 1938-1940 Kaarel Eenpalu
- 1939-1940 Jüri Uluots (dal giugno 1940 al 1944 continuò ad essere ministro capo del governo e facente funzione di capo del legittimo Stato estone, posto in clandestinità)
- 1940         Johannes Vares (illegalmente istituito dalle forze di occupazione sovietiche)

## Ministri capo clandestini e in esilio (1940-1991)
- 1940 - 1944 Jüri Uluots, continuerà ad essere a capo del governo estone legittimo, posto in clandestinità dalle forze di occupazione sovietiche e naziste
- 1944 - 1953 Otto Tief, che intimerà il ritiro delle forze naziste e tenterà di instaurare un governo indipendente estone senza successo. Senza il controllo delle forze armate estoni ed aiuti internazionali, isolato sarà fermato, arrestato e deportato nei Gulag siberiani, dalle truppe sovietiche che nel frattempo avanzano su Tallinn e rioccupano l'intera Estonia inglobandola nell'Urss, fino al ripristino dell'indipendenza nazionale, nel 1991

In questo periodo di occupazione sovietica, questi primi ministri estoni (facenti funzione), stanno in esilio a Oslo:
- Johannes Sikkar (12 gennaio 1953 - 22 agosto 1960), da Oslo
- Tonis Kint (22 agosto 1960 - 1º gennaio 1962), da Oslo
- Aleksander Warma (1º gennaio 1962 - 29 marzo 1963), da Oslo
- Tonis Kint (2 aprile 1963 - 23 dicembre 1970), da Oslo
- Heinrich Mark (8 maggio 1971 - 1º marzo 1990), (poi anche ultimo capo di Stato in esilio da Oslo, dal 1990 fino al 1992)
- Enno Penno (1º marzo 1990 - 15 settembre 1992), (con la sola carica di ministro capo), da Oslo

## Ministri capo dal 1991
| N. | Ministro capo        | Ministro capo      | Partito                                                 | Elezioni                   | Governo             | Mandato          | Mandato          | Presidenti                                                  |
| N. | Ministro capo        | Ministro capo      | Partito                                                 | Elezioni                   | Governo             | Dal              | Al               | Presidenti                                                  |
| -- | -------------------- | ------------------ | ------------------------------------------------------- | -------------------------- | ------------------- | ---------------- | ---------------- | ----------------------------------------------------------- |
| -  |                      | Edgar Savisaar     | Indipendente                                            | 1990                       | Governo Savisaar    | 1991             | 1992             | Ripristino indipendenza, IV Costituzione, elezioni nel 1992 |
| -  |                      | Tiit Vähi          | Indipendente                                            | 1990                       | Governo Vähi        | 1992             | 1992             | Lennart Meri                                                |
| 16 |                      | Mart Laar          | Partito della Coalizione Nazionale della Patria         | 1992                       | Governo Laar I      | 1992             | 1994             | Lennart Meri                                                |
| 17 |                      | Andres Tarand      | Moderati                                                | 1992                       | Governo Tarand      | 1994             | 1995             | Lennart Meri                                                |
| 18 |                      | Tiit Vähi          | Partito della Coalizione Estone/ Unione Popolare Estone | 1995                       | Governo Vähi        | 1995             | 1997             | Lennart Meri                                                |
| 19 |                      | Mart Siimann       | Partito della Coalizione Estone/ Unione Popolare Estone | 1995                       | Governo Siimann     | 1997             | 1999             | Lennart Meri                                                |
| -  |                      | Mart Laar          | Unione della Patria                                     | 1999                       | Governo Laar II     | 25 marzo 1999    | 28 gennaio 2002  | Lennart Meri                                                |
| -  | Arnold Rüütel        | Mart Laar          | Unione della Patria                                     | 1999                       | Governo Laar II     | 25 marzo 1999    | 28 gennaio 2002  |                                                             |
| 20 |                      | Siim Kallas        | Partito Riformatore Estone                              | 1999                       | Governo Siim Kallas | 28 gennaio 2002  | 10 aprile 2003   |                                                             |
| 21 |                      | Juhan Parts        | Res Publica                                             | 2003                       | Governo Parts       | 10 aprile 2003   | 12 aprile 2005   |                                                             |
| 22 |                      | Andrus Ansip       | Partito Riformatore Estone                              | 2003                       | Governo Ansip I     | 12 aprile 2005   | 5 aprile 2007    |                                                             |
| 22 | Toomas Hendrik Ilves | Andrus Ansip       | Partito Riformatore Estone                              | 2003                       | Governo Ansip I     | 12 aprile 2005   | 5 aprile 2007    |                                                             |
| 22 | 2007                 | Andrus Ansip       | Partito Riformatore Estone                              | Governo Ansip II           | 5 aprile 2007       | 5 aprile 2011    |                  |                                                             |
| 22 | 2011                 | Andrus Ansip       | Partito Riformatore Estone                              | Governo Ansip III          | 5 aprile 2011       | 26 marzo 2014    |                  |                                                             |
| 23 | 2011                 |                    | Taavi Rõivas                                            | Partito Riformatore Estone | Governo Rõivas I    | 26 marzo 2014    | 30 marzo 2015    |                                                             |
| 23 | 2015                 | Governo Rõivas II  | Taavi Rõivas                                            | Partito Riformatore Estone | 30 marzo 2015       | 23 novembre 2016 |                  |                                                             |
| 23 | 2015                 | Governo Rõivas II  | Taavi Rõivas                                            | Partito Riformatore Estone | 30 marzo 2015       | 23 novembre 2016 | Kersti Kaljulaid |                                                             |
| 24 | 2015                 |                    | Jüri Ratas                                              | Partito di Centro Estone   | Governo Ratas I     | 23 novembre 2016 | 29 aprile 2019   |                                                             |
| 24 | 2019                 | Governo Ratas II   | Jüri Ratas                                              | Partito di Centro Estone   | 29 aprile 2019      | 26 gennaio 2021  |                  |                                                             |
| 25 | 2019                 |                    | Kaja Kallas                                             | Partito Riformatore Estone | Governo Kallas I    | 26 gennaio 2021  | 15 luglio 2022   |                                                             |
| 25 | 2019                 | Governo Kallas II  | Kaja Kallas                                             | Partito Riformatore Estone | 15 luglio 2022      | 17 aprile 2023   | Alar Karis       |                                                             |
| 25 | 2023                 | Governo Kallas III | Kaja Kallas                                             | Partito Riformatore Estone | 17 aprile 2023      | 23 luglio 2024   | Alar Karis       |                                                             |
| 25 | 2023                 |                    | Kristen Michal                                          | Partito Riformatore Estone | Governo Michal      | 23 luglio 2024   | Alar Karis       | in carica                                                   |